# بيتر وو
بيتر وو (بالصينية: 吳光正) هو رائد أعمال وقاضي صلح ‏ وسياسي صيني، ولد في 5 سبتمبر 1946 في الصين. انتخب عضو دائم في اللجنة الوطنية للمؤتمر الاستشاري السياسي للشعب الصيني خلال فترته النيابية ‏ وانتخب عضو في اللجنة الوطنية لجمهورية الصين الشعبية خلال فترته النيابية ‏.